# Cephalorhynchus
Cephalorhynchus är ett släkte i familjen delfiner (Delphinidae) som förekommer i olika hav på södra halvklotet. De vistas oftast nära kustlinjen.

## Arter och utbredning
Vanligen räknas fyra arter till släktet.
- Commersons delfin (Cephalorhynchus commersonii) hittas nära Argentina, Falklandsöarna, Eldslandet, Sydgeorgien, Sydshetlandsöarna och de vandrar ibland till Kerguelenöarna.
- Vitbukig delfin (Cephalorhynchus eutropia) lever nära Chile, inklusive Eldslandet.
- Bengueladelfin (Cephalorhynchus heavisidii) förekommer längs sydvästra Afrika.
- Hectors delfin (Cephalorhynchus hectori) hittas kring Nya Zeeland.

## Beskrivning
Dessa delfiner når en kroppslängd mellan 110 och 180 cm samt en genomsnittlig vikt mellan 26 och 86 kg beroende på art. Ryggfenan blir upp till 15 cm hög och bröstfenorna upp till 30 cm långa. De kännetecknas av ett svart-vitt mönster på kroppen och de har ingen långdragen nos som andra delfiner. I varje käkhalva finns 24 till 35 tänder.
De bildar vanligen små grupper av två till åtta individer som ibland förenas till större grupper med omkring 20 individer och i sällsynta fall simmar upp till 300 delfiner tillsammans. Individerna rider jämförelsevis ofta på fartygens vågor och simmar ibland upp i floder. Födan utgörs av fiskar, blötdjur och kräftdjur. Beroende på art föds ungdjuret under våren eller sommaren. De äldsta kända individerna blev omkring 20 år gamla.
Dessa delfiner dödas ibland av fiskare som betraktar de som konkurrenter. Dessutom hamnar de ofta i fiskenät och kväs ihjäl. De fångas i viss mån som djurfoder. IUCN listar Hectors delfin som starkt hotad (EN), vitbukig delfin som nära hotad (NT) och de andra två med kunskapsbrist (DD).